# Vše o Líze
Vše o Líze (v anglickém originále All About Lisa) je 20. díl 19. řady (celkem 420.) amerického animovaného seriálu Simpsonovi. Scénář napsal John Frink a díl režíroval Steven Dean Moore. V USA měl premiéru dne 18. května 2008 na stanici Fox Broadcasting Company a v Česku byl poprvé vysílán 21. června 2009 na stanici ČT2.

## Děj
Díl začíná 38. udílením cen města Springfieldu v showbyznysu a vypravěčem je Krustyho pracovník Melvin Van Horne neboli Mel. V síni je cena Baviče roku udělena Líze Simpsonové. Mel pak vysvětlí, jak se Líza stala bavičkou. Při vysílání 4 000. dílu Krustyho show se Krusty rozhodne najmout zbrusu nové „Krusketýry“, děti, které v jeho starších dílech hrávaly s ním. Bart předvede nejlepší výkon ze všech kandidátů na Krusketýra, ale Krusty si místo něj vybere Nelsona Muntze. Líza se rozhodne bránit Barta a požaduje, aby ho Krusty najal. Krusty se však rozhodne najmout Lízu jako svou asistentku. Jako Krustyho asistentka je Líza často šikanována Krustym. Mel si všiml, jak Krusty ponižuje Lízu, a řekne jí, že Krusty je velmi domýšlivý, takže aby mohla pochopit jeho hrubost, musí mu Líza lichotit. Líza přijme radu Mela a domýšlivý Krusty si konečně váží Líziny pomoci.
Mezitím se Bart a Homer rozhodnou prodat veškeré Krustyho výrobky v Bartově pokoji. Komiksák směňuje sbírkové album na americké mince za Krustyho výrobky. Bart a Homer tedy začínají sbírat mince. Když se oba domnívají, že úspěšně sesbírali celou sbírku, objevili tajný slot pro vzácnou penny „Líbající se Lincolnové“ z roku 1917.
Když Krusty nedokáže pobavit publikum své show, Líza se pokusí Krustyho zachránit, aby nevypadal hloupě. Poté, co Líza shodila Krustyho ze skokanského můstku, se celé publikum smálo Krustymu a tleskalo Líze. Líza ucítila pocit štěstí. Krusty je varován jeho agentem, že Lízina popularita může brzy zastínit tu jeho. Jednoho večera Krusty projíždí pozdě na zkoušku a televize nabízí asistence Líze imitovat Krustyho. Líza oblečená v klaunském obleku předříkává Krustyho monolog. Když pak Krusty konečně dorazí, zjistí, že televize obsadila Lízu namísto jej a přejmenovala pořad na Lízinu show. Líza se stává přes noc populární. Krusty je přeřazen do talk show v pozdních nočních hodinách.
Bart a Homer zamíří do aukční síně s mincemi, aby se pokusili koupit minci „Polibky Lincolnů“, ale pan Burns ji koupil místo nich. Burns dobrovolně Homerovi nedá tuto vzácnou minci, ale nevědomky ji předá Homerovi jako součást směny nikláku.
Hlavní příběh končí a Líza hrdě přebírá své ocenění. Po ukončení předávání cen Mel Líze sdělí, že kdysi vyhrál cenu Bavič roku a že minulí vítězové (včetně jej) pohřbili svou kariéru účinkováním v průměrných televizních pořadech a filmech. Líza si uvědomuje, že musí ukončit své účinkování v showbyznysu, když zatím ještě může. Běží zpět na jeviště a zve Krustyho, čímž mu opět dává šanci být ve středu pozornosti. Díl končí tím, že Krusty znovu získává svou pozornost a svou show, kde Mela stále ponižuje kvůli pobavení publika.

## Kulturní odkazy
Název a zápletka epizody, stejně jako některé prvky a scény, odkazují na film Vše o Evě.

## Přijetí
V původním vysílání epizodu sledovalo 6,11 milionu diváků.
Po odvysílání se epizoda setkala se smíšenými ohlasy. Robert Canning z IGN uvedl, že postrádala obvyklou jiskru a byla průměrným finále řady. Kritizoval také premisu hlavní zápletky za to, že je totožná s premisou epizody Bart na vrcholu slávy, a udělil dílu konečné hodnocení 5,8 z 10. Ačkoli mu dal nevýrazné hodnocení, uvedl, že Homerova dějová linie, přestože byla „výplní času“, měla více smíchu. James Greene z Nerve.com zařadil epizodu na čtvrté místo svého seznamu Deset případů, kdy Simpsonovi přeskočili žraloka, přičemž kritizoval podobnost epizody s dílem Bart na vrcholu slávy a uvedl, že „je nevyhnutelné, že se jakýkoli pořad po dvaceti letech vrátí k dějovým liniím, ale úplné vytržení klasického výletu je docela ranec“. Na předávání cen města Springfieldu zazněla citace moderátora: „Nyní se dostáváme k našemu poslednímu ocenění: Bavič roku. Ocenění tak prestižní, že nedávno získalo cenu Award of the Year na Awardie Awards 2007.“. Citát byl nominován na nejlepší citát týdne.
Patrick D. Gaertner ze serveru Puzzled Pagan napsal: „Myslím, že film Vše o Evě je pro Simpsonovy zajímavý jako neurčitá parodie, a nápad, že se Líza stane závislou na potlesku, jen aby Krustyho podrazila, je asi dobrý. Je to trochu podobné dílu Bart na vrcholu slávy, ale v tomhle dílu jsou věci mnohem temnější. Místo toho, aby se Líza prostě naučila, že showbyznys je vrtkavý, dozvídá se, že je bezduchý a místo na kreativitě vás učiní závislými na obdivu. To je pro ni docela solidní lekce, ale něco mi na téhle epizodě přijde takové nijaké. Ta vedlejší zápletka se sbíráním mincí tomu rozhodně nepomohla.“.
John Frink získal za scénář nominaci na cenu Humanitas.